# Henri Landheer
Henri Landheer (Veendam, 27 april 1899 – Amsterdam, 15 maart 1958) was een Nederlandse marathonloper. Hij werd tweemaal Nederlands kampioen. Zestien jaar lang had hij het Nederlandse record in handen op de 25 km.

## Loopbaan
Op de Olympische Zomerspelen van 1928 in Amsterdam was Henri Landheer een van de zes Nederlandse atleten die uitkwamen op de olympische marathon. Hij finishte als snelste Nederlander op een 30e plaats in 2:51.59. De wedstrijd werd gewonnen door de Fransman Ahmed Boughéra El Ouafi, die met 2:32.57 bijna twintig minuten sneller was.
Op 1 oktober 1933 won Landheer in Rotterdam het Nederlands kampioenschap op de 25 km. Zijn aanval op het Nederlandse record op de 25 km, dat sinds juli 1912 in handen was van Daan Lange met 1:31.22,8, was succesvol. Hij verbeterde het record naar 1:29.36,0.
In 1934 liep hij met een tijd van 2:53.26, een Nederlands record op de marathon. Op 11 augustus 1935 veroverde hij in Amsterdam de Nederlandse titel op de marathon.
Henri Landheer, die van beroep tolk-vertaler Slavische talen was, overleed op 58-jarige leeftijd in Amsterdam.

### Het Bureau
Volgens Rob Rentenaar figureert Henri Landheer als 'Veerman' in het eerste deel van 'Het Bureau' van J.J. Voskuil. Veerman zou overleden zijn aan een beroerte daags na een ernstige aanvaring met Directeur Beerta (P.J. Meertens) over zijn werktijden. Naar aanleiding van zijn overlijden stelt Koert Wiegel (Boy Wander volgens Rentenaar) dat Veerman een van de weinige Nederlandse sporters was die geweigerd heeft uit te komen tijdens de Olympische Spelen van 1936 in Berlijn.
'En wat niemand weet', zei Wiegel ernstig, zich tot Maarten wendend, 'is dat hij in 1936 geweigerd heeft om op de Olympische spelen in Berlijn uit te komen, een van de heel weinigen! Terwijl hij toch goed was voor een bronzen medaille.'

## Nederlandse kampioenschappen
| Onderdeel | Jaar |
| --------- | ---- |
| 25 km     | 1933 |
| marathon  | 1935 |

## Persoonlijk record
| Onderdeel | Prestatie         | Datum          | Plaats    |
| --------- | ----------------- | -------------- | --------- |
| 25 km     | 1:29.36,0 (ex-NR) | 1 oktober 1933 | Rotterdam |

## Palmares

### 25 km
- 1933:  NK - 1:29.36

### marathon
- 1928: 30e OS in Amsterdam - 2:51.59
- 1933:  NK in Amsterdam - 3:05.30,8 (3e overall)
- 1935:  NK in Amsterdam - 3:10.02,0